# نیکول بوشهری
نیکول بوشهری به (انگلیسی: Nikohl Boosheri) یک هنرپیشه کانادایی ایرانی‌تبار است.

## زندگی شخصی
زمانی که خانواده بوشهری در راه رسیدن به کانادا بودند در پاکستان از پدر و مادری ایرانی متولد شد. او هرگز به ایران نرفته‌است.

## فیلمشناسی
| سال  | فیلم          | نقش         | توضیحات                  |
| ---- | ------------- | ----------- | ------------------------ |
| ۲۰۱۰ | آماده‌سازی برج | دستیار      | ۱ قسمت: فصل اول، قسمت ۱۲ |
| ۲۰۱۱ | شرایط         | عاطفه حکیمی |                          |
| ۲۰۱۲ | زنجیره        | لورا کلوگ   | ۱ قسمت: فصل اول، قسمت ۹  |
| ۲۰۱۲ | فرح گوس بنگ   | فرح مهتاب   |                          |
| ۲۰۱۸ | عروسی         | سارا        |                          |
| ۲۰۲۰ | تولد آلیا     | تس          |                          |
| ۲۰۲۱ | بعداً میبینمت  | جولی        |                          |
| ۲۰۲۵ | قانون‌شکنان    | رویا        | نقش اصلی                 |